# Sprong (techniek)
In de tweewieler-techniek is de sprong de plaats die de voorvork inneemt ten opzichte van het balhoofd.
De vorkpoten zijn vaak door de kroonplaten enkele centimeters voor het balhoofd geplaatst. Dit noemt men de vorksprong. De vorksprong beïnvloedt het weggedrag van een fiets, brom- of motorfiets, maar zorgt ook dat de voorvork bij het draaien aan het stuur niet tegen de eventuele tank aan komt.
In sommige gevallen wordt het voorwiel (nog) verder naar voren geplaatst door de voorwielas niet in maar enkele centimeter vóór de voorvork te zetten. Dit heet assprong.
Sprong wordt soms vlucht of fork-offset genoemd.

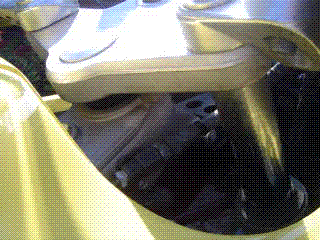
Vorksprong bij een motorfiets: de voorvorkpoot zit duidelijk voor het balhoofd

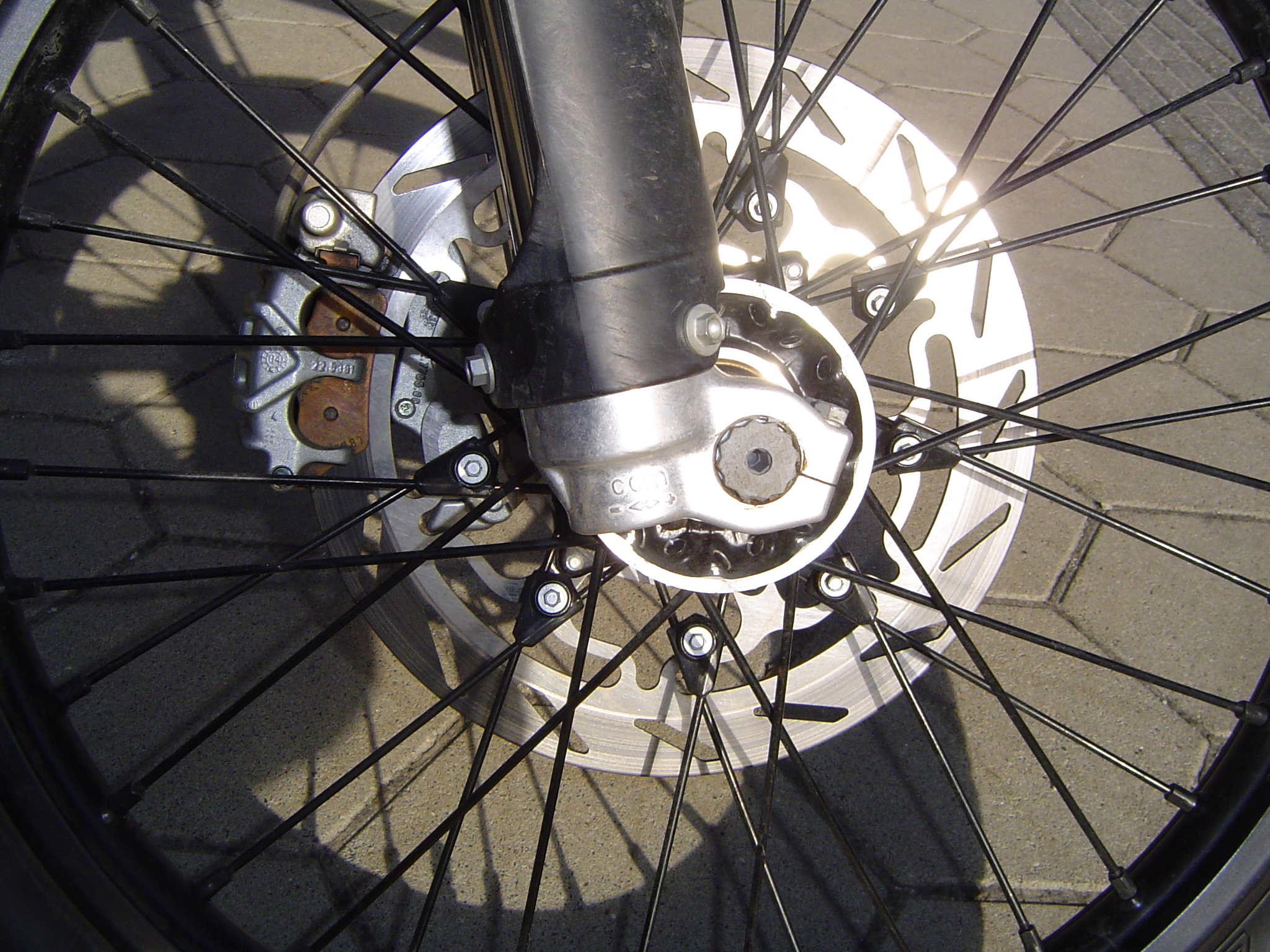
Assprong bij een voorvork van een terreinmotor: de as zit duidelijk voor de voorvork